# Westwerk
Westwerk (iz nemščine, dobesedno zahodna zgradba) je del cerkvenega poslopja, s katerim se je v karolinški dobi opremljala zahodna stran pomembnejših cerkva. Sprva je bil to le prizidek, a v devetem in desetem stoletju je postal sestavni del poslopja. 
Sestoji iz osrednjega večnadstropnega dela in dveh stolpov na straneh, ki so se prizidali direktno na cerkveno steno. Osrednji predel je v pritličju in prvem nadstropju samo portal za vhod v cerkev; včasih odtod vodijo stopnice navzdol v cerkveno kripto. Glavni osrednji del zgradbe se dejansko pričenja v drugem nadstropju, ki je nekakšen cerkveni kor, to je navznoter obrnjen balkon, iz katerega je moč gledati vso notranjost cerkve. V večjih objektih je balkon razdeljen na tri dele, in sicer osrednjo ložo in stranski tribuni. V višjih nadstropjih, nad balkonom, so bivalni prostori. Edini dostop na balkon in v privatno stanovanje je iz obeh stolpov, ki zgledata kot zvonika.
Ta vrsta zgradbe je služila izključno kot kraljevo stanovanje, ko se je kralj oziroma cesar moral oddaljiti od svojih normalnih rezidenc ali ko je želel potovati. Zato so si prizadevale za takšen »prizidek« tiste cerkvene skupnosti, ki so predvidevale (ali želele dobiti) njegov obisk. Zgradba je bila sorazmerno varna in dovolj bogato opremljena, da je zadovoljila potrebam visokega gosta. 
Zunanji videz stavbe je bil mogočen. Navadno je bil prizidek precej višji in širši od originalne cerkve, saj je bil praviloma grajen na njeni bočni strani, torej na daljši steni, in stolpa sta bila višja od zvonika. Vse skupaj je zgledalo kot trdnjava, kar je po svoje tudi bilo. V zgodovinskem pogledu je ta vrsta zgradbe simbol takratne borbe za oblast med cerkvenimi in posvetnimi silami. Dejstvo, da je bila kraljeva garsonjera vključena v cerkveno stavbo, lahko gledamo kot cerkveno pokroviteljstvo posvetne oblasti. Impozantnost westwerkov pa poudarja kraljevo mogočnost in oblast nad cerkvijo.
V teku stoletij so se arhitekture te vrste opustile in obstoječi primerki so bili porušeni ali preoblikovani. Najstarejša dobro ohranjena tovrstna cerkev je v kraju Corvey v Severnem Porenju - Vestfaliji, ki je bila dograjena med leti 873 in 885.